# Fœtus
Pour le groupe de musique, voir Foetus (groupe).

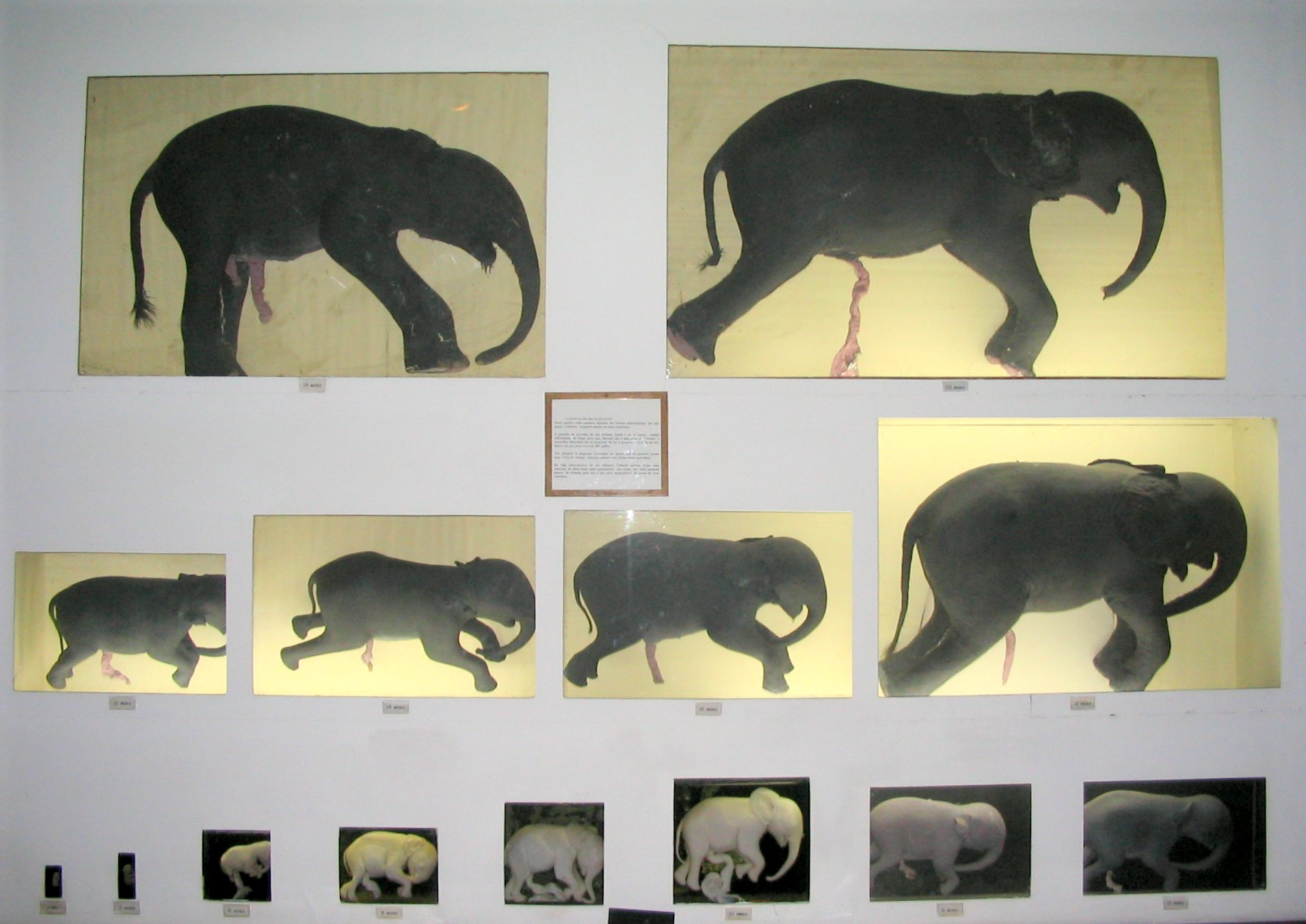
Quatorze fœtus d'éléphant d'Afrique à différents stades de développement.

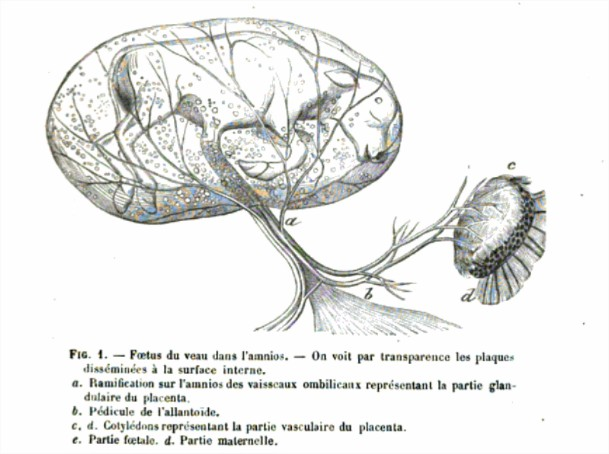
Fœtus du veau dans l'amnios.

Chez l'animal, le fœtus ou fétus est un des stades du développement prénatal. Il fait suite à l'embryon et précède la naissance chez certains taxons vivipares (ex. : bœuf) ou ovipares (ex. : poulet). La progéniture issue de ce développement fœtal nait au stade juvénile — au lieu du stade larvaire qu'on trouve chez d'autres taxons.

## Physiologie
Un fœtus est une étape dans le développement prénatal. Cette étape se situe entre l'embryogenèse et la naissance. Le passage du stade « embryon » au stade « fœtus » a lieu une fois les principaux organes et tissus formés. Le stade fœtal permet la maturation de ces organes et un développement musculo-squelettique beaucoup plus abouti avant la naissance tandis que le microbiote se forme.
Les espèces nidicoles sont relativement faibles à la naissance, nécessitant une protection et des soins parentaux considérables. Au contraire les animaux nidifuges sont immédiatement mobiles et peuvent être en mesure de fuir ou de se défendre contre les prédateurs quelques heures seulement après leur naissance. Hormis chez les mammifères, de tels juvéniles peuvent même être indépendants et autonomes dès la naissance.

### Chez les ovipares
La mère doit faire des réserves pour ses futurs œufs ; lesquels, plus gros à pondre, sont en nombre souvent restreint. Les couvées vont de deux cents (ex. : tortues marines) à un seul œuf avec parfois des contraintes biomécaniques impressionnantes comme chez les kiwis (l'œuf atteignant 20 % du poids de la femelle). Les œufs possèdent généralement une coquille dure ou rigidifiée comme chez les petites roussettes.

### Chez les vivipares
La mère doit augmenter sa prise alimentaire avant et durant la grossesse. Il se peut que la femelle fasse une fausse couche si la gestation connaît des problèmes. La progéniture est en effet nourrie par matrotrophie, ce qui contraint le corps de la femelle tant d'un point de vue métabolique que mécanique (en particulier lors de la mise au monde).

### Prévalence
Beaucoup de taxons, allant des poissons à la plupart des amniotes (oiseaux, placentaires, etc) ainsi que certaines familles d'arthropodes, présentent un stade fœtal.
La prévalence des évolutions convergeant vers le stade fœtal montre qu'il est relativement facile à développer mais davantage contraignant pour la mère (ou le père chez les syngnathidés).
La viviparité, synonyme de matrotrophie avec parfois des organes ayant des fonctions similaires à notre placenta, est relativement propice à l'apparition d'un stade de développement post-embryonnaire.
De fait les taxons qui en bénéficient soit pondent des œufs plus ou moins volumineux et surtout solides qui contiennent d'immenses réserves nutritives pour couvrir les besoins de la progéniture à naître, soit sont vivipares avec diverses formes de matrotrophie.

## Le fœtus humain en médecine
Chez l'être humain, on considère que le stade fœtal débute à la fin de la 8e semaine de la grossesse. L'organogénèse est alors quasiment terminée. Les organes génitaux externes ne sont toutefois pas encore différenciés à ce stade, ne permettant pas de déterminer le sexe du fœtus par échographie.

## Étymologie et prononciation
Le mot fœtus vient du latin fetus signifiant « enfantement, portée de petits » et le plus souvent « enfant, petit (d’un animal), rejeton, progéniture ». L’orthographe foetus puis fœtus est secondaire en latin et due à une hypercorrection, restituant une diphtongue non étymologique — fetus est en rapport avec fecundus « fécond », donc d’une racine en e. Pourtant, certaines langues, dont le français, ont privilégié l’orthographe fautive.
En français, fœtus se prononce donc /fe.tys/, mais la prononciation /fø.tys/ se rencontre parfois, comme d'autres mots avec le graphème œ.